# Carville-la-Folletière
Carville-la-Folletière és un municipi francès situat al departament del Sena Marítim i a la regió de Normandia. L'any 2007 tenia 331 habitants.

## Demografia

### Població
El 2007 la població de fet de Carville-la-Folletière era de 331 persones. Hi havia 112 famílies de les quals 12 eren unipersonals (4 homes vivint sols i 8 dones vivint soles), 31 parelles sense fills, 54 parelles amb fills i 15 famílies monoparentals amb fills.
La població ha evolucionat segons el següent gràfic:
Habitants censats

### Habitatges
El 2007 hi havia 117 habitatges, 109 eren l'habitatge principal de la família, 4 eren segones residències i 5 estaven desocupats. Tots els 117 habitatges eren cases. Dels 109 habitatges principals, 95 estaven ocupats pels seus propietaris, 12 estaven llogats i ocupats pels llogaters i 1 estava cedit a títol gratuït; 12 tenien tres cambres, 23 en tenien quatre i 73 en tenien cinc o més. 91 habitatges disposaven pel capbaix d'una plaça de pàrquing. A 32 habitatges hi havia un automòbil i a 68 n'hi havia dos o més.

### Piràmide de població
La piràmide de població per edats i sexe el 2009 era:
| Homes | Edats   | Dones |
| ----- | ------- | ----- |
| 0     | 95 o +  | 0     |
| 0     | 90 a 94 | 0     |
| 0     | 85 a 89 | 0     |
| 0     | 80 a 84 | 0     |
| 4     | 75 a 79 | 0     |
| 0     | 70 a 74 | 0     |
| 8     | 65 a 69 | 0     |
| 4     | 60 a 64 | 16    |
| 8     | 55 a 59 | 4     |
| 4     | 50 a 54 | 12    |
| 4     | 45 a 49 | 4     |
| 8     | 40 a 44 | 8     |
| 20    | 35 a 39 | 8     |
| 16    | 30 a 34 | 20    |
| 0     | 25 a 29 | 0     |
| 0     | 20 a 24 | 4     |
| 4     | 15 a 19 | 4     |
| 12    | 10 a 14 | 4     |
| 20    | 5 a 9   | 4     |
| 4     | 0 a 4   | 4     |

## Economia
El 2007 la població en edat de treballar era de 210 persones, 153 eren actives i 57 eren inactives. De les 153 persones actives 148 estaven ocupades (83 homes i 65 dones) i 5 estaven aturades (5 dones i 5 dones). De les 57 persones inactives 21 estaven jubilades, 16 estaven estudiant i 20 estaven classificades com a «altres inactius».

### Ingressos
El 2009 a Carville-la-Folletière hi havia 117 unitats fiscals que integraven 368 persones, la mediana anual d'ingressos fiscals per persona era de 19.421 €.

### Activitats econòmiques
Dels 5 establiments que hi havia el 2007, 2 eren d'empreses de construcció, 1 d'una empresa de comerç i reparació d'automòbils, 1 d'una empresa de transport i 1 d'una empresa financera.
L'únic servei als particulars que hi havia el 2009 era una lampisteria.
L'any 2000 a Carville-la-Folletière hi havia 8 explotacions agrícoles que ocupaven un total de 312 hectàrees.

## Poblacions més properes
El següent diagrama mostra les poblacions més properes.